# 陳玉 (嘉靖進士)
陳玉（1505年—？），字汝良，福建福州府長樂縣人，民籍，明朝政治人物。

## 生平
嘉靖十年（1531年）辛卯科福建鄉試第七十五名舉人。嘉靖二十年（1541年）中式辛丑科會試第一百二十五名，登第三甲第一百九十一名進士。官江西饶州府知府。

## 家族
曾祖陳定；祖父陳哲；父陳德宗，訓導。母高氏。具庆下。